# If You Don’t Know Me by Now
If You Don’t Know Me by Now ist ein Lied von Harold Melvin and the Blue Notes aus dem Jahr 1972, das von Kenny Gamble und Leon Huff sowohl geschrieben als auch produziert wurde. Es erschien auf dem Album I Miss You.

## Geschichte
Ursprünglich war das Lied für die Gruppe The Dells gedacht und später auch für Patti LaBelle, die erst später eine Liveversion des Songs sang, doch beide lehnten zu dem Zeitpunkt ab. Durch Teddy Pendergrass (der Mitglied von Harold Melvin and the Blue Notes war), ging das Lied an seine Band Harold Melvin and the Blue Notes.
Die Veröffentlichung war am 29. September 1972. In der Liste der „Songs of the Century“ der Recording Industry Association of America ist das Lied auf Platz 199 zu finden und ist auch im Film Das Gesetz der Macht zu hören.

## Kommerzieller Erfolg

### Chartplatzierungen
| ChartsChartplatzierungen       | Höchstplatzierung | Wochen |
| ------------------------------ | ----------------- | ------ |
| Vereinigte Staaten (Billboard) | 3 (17 Wo.)        | 17     |
| Vereinigtes Königreich (OCC)   | 9 (9 Wo.)         | 9      |

### Auszeichnungen für Musikverkäufe
| Land/Region               | Auszeichnungen für Musikverkäufe (Land/Region, Auszeichnung, Verkäufe) | Verkäufe  |
| ------------------------- | ---------------------------------------------------------------------- | --------- |
| Vereinigte Staaten (RIAA) | Gold                                                                   | 1.000.000 |
| Insgesamt                 | 1× Gold ·                                                              | 1.000.000 |

## Coverversion von Simply Red
Im Jahr 1989 nahmen Simply Red das Lied für ihr Album A New Flame auf. Ursprünglich wollte der Produzent des Covers, Stewart Levine, keineswegs orchestralen Backgroundgesang, doch später entschied er sich um. Laut einem Interview begeisterte sich Mick Hucknall, der Sänger der Band Simply Red, seit seinem dreizehnten Lebensjahr für das Original. Bei den Grammy Awards 1990 gewann die Band mit ihrer Version in der Kategorie „Bester R&B-Song“. Auch in den Spielen Lips für die Xbox 360 sowie Karaoke Revolutions und dem Film American Psycho fand das Cover seine Verwendung.

### Chartplatzierungen
| ChartsChartplatzierungen       | Höchstplatzierung | Wochen |
| ------------------------------ | ----------------- | ------ |
| Deutschland (GfK)              | 19 (16 Wo.)       | 16     |
| Österreich (Ö3)                | 9 (16 Wo.)        | 16     |
| Schweiz (IFPI)                 | 12 (7 Wo.)        | 7      |
| Vereinigte Staaten (Billboard) | 1 (22 Wo.)        | 22     |
| Vereinigtes Königreich (OCC)   | 2 (10 Wo.)        | 10     |

| ChartsJahrescharts (1989)      | Platzierung |
| ------------------------------ | ----------- |
| Deutschland (GfK)              | 88          |
| Österreich (Ö3)                | 29          |
| Vereinigte Staaten (Billboard) | 24          |

### Auszeichnungen für Musikverkäufe
| Land/Region                  | Auszeichnungen für Musikverkäufe (Land/Region, Auszeichnung, Verkäufe) | Verkäufe  |
| ---------------------------- | ---------------------------------------------------------------------- | --------- |
| Australien (ARIA)            | Gold                                                                   | 35.000    |
| Dänemark (IFPI)              | Gold                                                                   | 45.000    |
| Neuseeland (RMNZ)            | Gold                                                                   | 10.000    |
| Schweden (IFPI)              | Gold                                                                   | 25.000    |
| Spanien (Promusicae)         | Gold                                                                   | 30.000    |
| Vereinigte Staaten (RIAA)    | Gold                                                                   | 500.000   |
| Vereinigtes Königreich (BPI) | Gold                                                                   | 400.000   |
| Insgesamt                    | 7× Gold ·                                                              | 1.065.000 |

Hauptartikel: Simply Red/Auszeichnungen für Musikverkäufe

## Weitere Coverversionen
- 1975: Lyn Collins
- 1985: Patti LaBelle (Liveversion)
- 1991: Badesalz (Evi, du wohnst in Bad Nauheim)
- 1994: Gladys Knight (End Of The Road Medley)
- 1994: Royal Philharmonic Orchestra
- 2003: Urszula (Jesli mnie nie znasz…)
- 2004: Gerald Albright
- 2004: Judith Lefeber
- 2004: Ricky Gervais
- 2008: Seal
- 2009: Rod Stewart
- 2009: Ciara feat. Jeezy (Never Ever)
- 2011: Joo Kraus
- 2013: Mick Hucknall
- 2013: Andreas Kümmert
- 2015: Blue